# Сков-Йенсен, Петер
Петер Сков-Йенсен (дат. Peter Skov-Jensen; род. 9 июня 1971, Эсбьерг, Рибе) — датский футболист, вратарь. В середине 2000-х играл за немецкий клуб «Бохум» в Бундеслиге. В настоящее время тренирует вратарей клуба «Аварта». Сков-Йенсен сыграл четыре матча за национальную сборную Дании и был в составе датской команды на чемпионате Европы 2004 года.

## Клубная карьера
Петр Сков-Йенсен начал свою карьеру в 1990 году с «Эсбьергом» в датском 2-м дивизионе. Он помог «Эсбьергу», в конце концов, обосноваться в Первой лиге, затем в 1997 году он перешёл в «Хернинг Фремад», Суов-Йенсен продолжил играть в клубе, когда в 1999 году он объединился с «Икастом», сформировав «Мидтьюлланн». Сков-Йенсен помог клубу подняться в Датскую Суперлигу в 2001 году, он сыграл все 33 матча в 2001/02 сезоне, «Мидтьюлланн» пропустил второе наименьшее количество голов в лиге после «Копенгагена» и завоевал бронзовые медали.
В марте 2004 года он сломал палец ноги, но возобновился перед финалом кубка Дании 2004, который «Мидтьюлланн» проиграл. В январе 2005 года Сков-Йенсен уехал за границу, чтобы играть за «Бохум» в немецкой Бундеслиге, в команде также играли его соотечественники: Петер Мадсен, Томми Бекманн и Сёрен Кольдинг.
Его первый год в «Бохуме» был неудачным, он сыграл только два матча в сезоне, в итоге «Бохум» вылетел во Вторую Бундеслигу. Он стал основным вратарём в ноябре 2005 года, но месяц спустя получил травму в игре против «Унтерхахинга». Он вернулся в команду в марте 2006 года и сыграл 10 из последних 11 матчей в сезоне, а «Бохум» вернулся в Бундеслигу. Он был основным вратарём «Бохума» в 2006/07 сезоне, но в октябре после разгромного поражения со счётом 0:6 от «Вердера» потерял место в основе. Он вернулся в стартовый состав в ноябре, но через месяц после подписания чешского голкипера Ярослава Дробного, он снова стал вторым вратарём «Бохума». Он покинул Бохум, перейдя в норвежский «Саннефьорд» в конце сезона 2006/07.
В январе 2008 года он перешёл в обанкротившийся «Кёге». После шести месяцев в клубе он завершил свою карьеру и получил работу тренера вратарей «Аварты».

## Карьера в сборной
В сборной Дании он был дублёром основного вратаря Томаса Соренсена. Когда осенью 2002 года Соренсен получил травму, 12 октября Сков-Йенсен дебютировал в сборной в отборочной игре чемпионата Европы 2004 против Люксембурга. Сков-Йенсен также сыграл следующий матч команды, товарищескую игру против Польши. После выздоровления Соренсена Сков-Йенсен потерял своё место основного вратаря.
В мае 2004 года он был вызван для представления Дании на чемпионате Европы 2004 года, но провёл турнир на скамейке запасных, все матчи отыграл Томас Соренсен. Когда в октябре 2004 года Соренсен снова был травмирован, Сков-Йенсен ещё раз получил шанс сыграть за сборную. Он отстоял два квалификационных матча чемпионата мира 2006 против Албании и Турции.

## Карьера тренера
Летом 2008 года Сков-Йенсен закончил карьеру игрока и стал тренером вратарей в «Аварте». В 2012 году он занял должность тренера вратарей в «Эгедале», его контракт действовал до лета 2014 года.

## Статистика

### Матчи Скова-Йенсена за сборную Дании
| Матчи Скова-Йенсена за сборную Дании | Матчи Скова-Йенсена за сборную Дании | Матчи Скова-Йенсена за сборную Дании | Матчи Скова-Йенсена за сборную Дании | Матчи Скова-Йенсена за сборную Дании | Матчи Скова-Йенсена за сборную Дании |
| ------------------------------------ | ------------------------------------ | ------------------------------------ | ------------------------------------ | ------------------------------------ | ------------------------------------ |
| №                                    | Дата                                 | Соперник                             | Счёт                                 | Пропущено голов                      | Соревнование                         |
| 1                                    | 12 октября 2002                      | Люксембург                           | 2:0                                  | —                                    | Чемпионат Европы 2004 (отбор)        |
| 2                                    | 20 ноября 2002                       | Польша                               | 2:0                                  | —                                    | Товарищеский матч                    |
| 3                                    | 9 октября 2004                       | Албания                              | 2:0                                  | —                                    | Чемпионат мира 2006 (отбор)          |
| 4                                    | 13 октября 2004                      | Турция                               | 1:1                                  | 1                                    | Чемпионат мира 2006 (отбор)          |

Итого: 4 матча / пропущен 1 гол; 3 победы, 1 ничья, 0 поражений.